# 533 Sara
533 Sara è un asteroide della fascia principale del diametro medio di circa 31,08 km. Scoperto nel 1904, presenta un'orbita caratterizzata da un semiasse maggiore pari a 2,9804074 UA e da un'eccentricità di 0,0429634, inclinata di 6,55112° rispetto all'eclittica.
Il suo nome è probabilmente dedicato ad un'amica dello scopritore.